# پل رومی مریدا
پوئنته رومانو به معنی پل رومی یک پل رومی بر روی رودخانه گوادیانا در مریدا در جنوب غربی اسپانیا است.
پوئنته رومانو در قرن اول میلادی توسط رومیان احداث شد. این پل طولانی‌ترین پل (از نظر مسافت) بازمانده از دوران باستان در جهان است، که زمانی دارای طول کلی ۷۵۵ متر با ۶۲ دهانه بود. پایه‌ها به گونه ای طراحی شده‌اند که در برابر جریان رودخانه مقاومت کنند زیرا در سمت بالادست گرد و در سمت پایین دست مربع هستند.
پوئنته رومانو دست‌کم دو بار بازسازی شده است: یک بار توسط سالا، یک ویزیگوت، در سال ۶۸۶ و یک بار توسط فیلیپه دوم در سال ۱۶۱۰. هفده طاق در سال ۱۸۱۲ به عنوان یک اقدام دفاعی در برابر حمله در طول نبرد باداخوز از بین رفت.
امروزه ۶۰ دهانه (سه دهانه آن در کرانه جنوبی مدفون است) به طول ۷۲۱ متر بین تکیه گاه‌ها وجود دارد. با احتساب رویکردها، ساختار کل ۷۹۰ متر است. این پل هنوز هم در حال استفاده است، اما در سال ۱۹۹۱ به دلیل اینکه ترافیک جاده برای استفاده از پل لوسیتانیا در همان نزدیکی هدایت شد، پیاده‌رو و برای استفاده عابران اعلام شد.
ضمیمه این پل، آلکاسابای مریدا، استحکامات دوره مسلمانان است که در سال ۸۳۵ ساخته شده است.
در نزدیکی بقایای Acueducto de los Milagros، پل رومی دیگری در مریدا وجود دارد که بسیار کوچکتر است.